# جانيت سيرز
جانيت سيرز (بالإنجليزية: Djanet Sears)‏ (1959، لندن في المملكة المتحدة)؛ روائية كندية.